# داویده پرینو
داویده پرینو (ایتالیایی: Davide Perino؛ زادهٔ ۲۱ ژوئیهٔ ۱۹۸۱) بازیگر و صداپیشه اهل ایتالیا است.
او دوبلور ایتالیایی رسمی برای الیجا وود و جسی آیزنبرگ است.
از فیلم‌ها یا مجموعه‌های تلویزیونی که وی در آن‌ها نقش داشته است، می‌توان به کریسمس در هند و پدر ماتئو اشاره نمود.